# Thomas J. Watson, Jr.
Thomas John Watson Jr. (14 de enero de 1914 - 31 de diciembre de 1993) fue un empresario, diplomático, piloto de las Fuerzas Aéreas y filántropo estadounidense. Hijo del fundador de IBM, Thomas John Watson, fue el segundo presidente de IBM (1952-1971), el decimoprimer presidente de los Boy Scouts de América (1964-1968) y embajador de los Estados Unidos en la Unión Soviética (1979-1981). Recibió numerosos honores durante su vida, incluyendo la Medalla Presidencial de la Libertad otorgado por Lyndon B. Johnson en 1964. Fortune lo calificó como "el mayor capitalista de la historia" y Time lo incluyó entre las "100 personas más influyentes del siglo XX".

## Primeros años
Thomas Watson Jr. nació en 1914, justo antes de que su padre, Thomas John Watson, fuera despedido de su trabajo en la empresa de cajas registradoras NCR. Este hecho impulsó a Watson Sr. a intervenir en la fundación del mayor y más rentable fabricante de computadoras del mundo, IBM. Dos hermanas, Jane y Helen, siguieron a Thomas Jr., antes de que naciera su último hijo, Arthur Kittredge Watson.
Watson Jr. se crio en la zona de Short Hills de Millburn, Nueva Jersey.
Ambos hijos estuvieron inmersos en IBM desde muy pequeños. Asistía a las inspecciones de la factoría (su primer recuerdo de este tipo de actividades databa de cuando tenía cinco años, cuando visitó con su padre la fábrica de Dayton, Ohio) y a los viajes de negocios a Europa, así como a a las reuniones anuales de los representantes de ventas de élite de la compañía, el IBM Hundred Per Cent Club, incluso antes de tener edad suficiente para ir a la escuela.
En casa, la disciplina de su padre era algo incoherente y a menudo severa. Alrededor de los trece años, Watson sufría de trastorno depresivo mayor.: 32 
En una entrevista con un periodista en 1974, Watson describió su relación con su padre: "Mi padre y yo teníamos peleas terribles... Parecía como una manta que lo cubría todo. Deseaba vencerlo, pero también que se sintiera orgulloso de mí". Pero esta relación no fue del todo negativa: "Disfruté mucho los diez años que trabajé con él". En su libro, afirma: "Estaba muy íntimamente ligado a mi padre. Sentía un deseo imperioso, quizá por honrar al anciano caballero, quizá por pura terquedad, de demostrarle al mundo que podía destacar de la misma manera que él lo había hecho".: ix 
Watson asistió a la Hun School de Princeton en Princeton, Nueva Jersey. En su autobiografía afirmó que de niño tenía un "extraño defecto visual", que hacía que las palabras escritas parecieran caerse de la página al intentar leerlas. Como resultado, Watson tuvo dificultades en la escuela, y reconoció que la Universidad de Brown lo admitió a regañadientes como un favor a su padre. Se graduó con un título en negocios en 1937.
Tras graduarse, Watson se convirtió en vendedor de IBM, pero mostró poco interés en el trabajo. El punto de inflexión fue su servicio como piloto en las Fuerzas Aéreas durante la Segunda Guerra Mundial. Su hermano "Dick" (Arthur) Watson había abandonado la Universidad Yale, y el propio Watson ascendió a teniente coronel, encargado de volar con comandantes militares. Tom Jr. admitió posteriormente a la prensa que la única carrera que le habría gustado era la de piloto de línea aérea. Pilotar se le daba con facilidad y, por primera vez, confiaba en sus habilidades. Hacia el final de su servicio en el ejército del aire, trabajó para el mayor general Follett Bradley, quien le sugirió que intentara seguir los pasos de su padre en IBM. Watson voló regularmente a Moscú con Bradley, director del programa de la Ley de Préstamo y Arriendo para la Unión Soviética durante la guerra. En estos viajes, aprendió ruso, idioma que más tarde le sería útil como embajador estadounidense en la Unión Soviética. Watson y Bradley fueron fundamentales para establecer el programa ALSIB-Northwest Staging Route para enviar aviones militares desde Estados Unidos a la Unión Soviética.
Watson regresó a IBM a principios de 1946. Ascendió a vicepresidente tan solo seis meses después y a la junta directiva cuatro meses después. Se convirtió en vicepresidente ejecutivo en 1949.

## Presidente de IBM
En 1952 asumió la presidencia de IBM, y fue nombrado director ejecutivo de la compañía poco antes del fallecimiento de su padre, Watson Sr., en 1956. Hasta entonces, la firma se había dedicado a los sistemas electromecánicos de tarjetas perforadas para sus productos comerciales. Watson Sr. había rechazado repetidamente las computadoras electrónicas por considerarlas demasiado caras y poco fiables, salvo para proyectos únicos como la IBM SSEC.
Pero Tom Jr. reorientó la empresa, contratando cientos de ingenieros electrónicos y poniéndolos a trabajar en el diseño de la primera unidad central. Muchos de los expertos técnicos de IBM tampoco creían que los productos informáticos fueran prácticos, ya que solo había una docena de ordenadores en todo el mundo en ese momento. Incluso los defensores de la nueva tecnología subestimaron su potencial. Cuthbert Hurd, contratado desde el Laboratorio Nacional Oak Ridge de la Comisión de Energía Atómica para determinar si existía un mercado, predijo que "podría encontrar clientes para hasta treinta máquinas".: 216 
Aun así, hasta finales de la década de 1950, el sistema de seguimiento informático SAGE, fabricado a medida para la Fuerza Aérea de EE. UU., representó más de la mitad de las ventas de ordenadores de IBM. La empresa obtuvo pocas ganancias con estas ventas, pero, como dijo Tom Jr., "Nos permitió construir fábricas altamente automatizadas antes que nadie y capacitar a miles de nuevos trabajadores en electrónica".
La decisión de Tom Jr. estaba justificada, y a largo plazo, redirigió a IBM hacia su posterior posición de dominio en el mercado informático. Incluso a corto plazo, rindió frutos, ya que los ingresos se triplicaron con creces en seis años, de 214,9 millones de dólares en 1950 a 734,3 millones de dólares en 1956. Esta drástica tasa de crecimiento casi igualó la de los años de la guerra: una tasa de crecimiento compuesto superior al 30 % que Tom Jr. mantuvo durante gran parte de los veinte años que dirigió IBM. Fue un récord incluso mejor que el de su padre.
A pesar de la presencia de su hijo, Thomas Sr. mantuvo un firme control de la firma hasta 1955. Tom Jr. describió la posición de su padre como: «Quería que dirigiera IBM, pero no le gustaba compartir protagonismo».: 182 
Tom Jr. asumió el control efectivo en un momento dramático, aunque el traspaso formal se produjo unos meses después. El motivo fue la firma del Decreto de Consentimiento ofrecido por el gobierno tras su última investigación antimonopolio. Tom Jr. comprendió que el Decreto de Consentimiento, que pretendía despojar a IBM de la mitad de su capacidad de fabricación de tarjetas, era prácticamente irrelevante, ya que el futuro estaba en las computadoras, no en las tarjetas. Existía otra condición: IBM debía vender las máquinas directamente, además de arrendarlas. Esto tuvo repercusiones a finales de la década de 1960, cuando las empresas de leasing reconocieron la laguna financiera que se creó.
Detrás de esta decisión había otra: invertir más en investigación y desarrollo (I+D). IBM solo invertía un 3 % en investigación y desarrollo en ese momento, mientras que otras empresas de alta tecnología invertían entre un 6 % y un 9 %. Tom Jr. aprendió la lección y, a partir de entonces, al menos hasta la década de 1990 (cuando, incluso entonces, Louis V. Gerstner Jr. solo redujo el porcentaje de I+D al 6%), IBM gastó constantemente un 9 %. En comparación, la cifra equivalente para Japón era del 5,1 %, aunque sus empresas de alta tecnología superaron incluso el nivel de IBM, y así, en 1983, el gasto en I+D de Canon fue del 14,6 % y el de NEC Corporation fue del 13,0 %.
Se puso al frente del programa de formación durante los siguientes cinco años en muchos de los grupos operativos de IBM. Pensaba que su mayor acierto fue promover a Albert Lynn Williams, un auditor que asumió la presidencia de IBM en 1961.
Si bien la iniciativa, y por ende gran parte del mérito por el nacimiento de la revolución de la informática, debe atribuirse a Tom Jr., su entonces anciano padre también demostró una valentía considerable, y a pesar de su largo compromiso con la financiación interna, apoyó a su hijo incondicionalmente, según se dice, con las palabras: «Es más difícil mantener la grandeza de una empresa que construirla».
En 1968, Tom Jr. despidió a la científica informática Lynn Conway por temor a que la noticia de su decisión de cambiar de género afectara la reputación de la empresa.

## Investigación y desarrollo
Antes de su llegada, IBM se había centrado principalmente en la organización de ventas, con una gama razonable de productos. Sin embargo, Tom Watson Jr. promovió una estructura de investigación y desarrollo.
El primer resultado de esta iniciativa fue el programa IBM 7030 para desarrollar una "supercomputadora" transistorizada. No llegó a alcanzar sus objetivos de precio y rendimiento, con un costo reportado de 20 millones de dólares. Aunque vergonzoso en cuanto a los rumores que circularon, no sería la última serie de computadoras de IBM en ser cancelada, y su costo no fue excesivo para la capacidad financiera de la empresa. Además, la experiencia adquirida entonces demostraría ser muy valiosa con posterioridad.
Las tres familias de computadoras que finalmente surgieron a partir de 1958 comprendían las IBM 7070 y IBM 7090 para grandes empresas gubernamentales y empresariales, la IBM 1620 para clientes más pequeños de la comunidad científica y la IBM 1401 para uso comercial en organizaciones más pequeñas. A pesar de que muchos observadores creían que Tom Jr. estaba malgastando los recursos que su padre había acumulado, estas nuevas gamas tuvieron un éxito notable, duplicando las ventas de IBM una vez más durante los seis años comprendidos entre 1958 (1.170 millones de dólares) y 1964 (2.310 millones de dólares), manteniendo la espectacular tasa de crecimiento de IBM prácticamente inalterada, cercana al 30 % de interés compuesto. Como resultado, IBM se independizó de la financiación externa.
A principios de la década de 1960, supervisó el proyecto IBM S/360, que produjo una línea completa de computadoras que ejecutaban el mismo software y utilizaban los mismos periféricos. Dado que la línea 360 era incompatible con los productos anteriores de IBM, representó un enorme riesgo para la empresa. A pesar de los retrasos en los envíos, los productos tuvieron una buena acogida tras su lanzamiento en 1964 y lo que la revista "Fortune" denominó "la apuesta de 5.000 millones de dólares de IBM", finalmente dio sus frutos.

## Estructuras organizativas
Quizás la contribución más perdurable de Watson a IBM fue su estructura organizativa, ya que los nuevos productos, independientemente de su éxito, sustentan a la empresa durante, como máximo, unos pocos años. En 1956, en una iniciativa que se convirtió en un evento bianual, reorganizó IBM por divisiones para crear una organización descentralizada, con cinco divisiones principales en EE. UU. La nueva estructura comprendía:
1. División de Procesamiento de Datos: venta (y servicio) a clientes comerciales
2. División de Sistemas Federales: venta (y servicio) al gobierno de EE. UU.
3. División de Fabricación de Sistemas
4. División de Fabricación de Componentes
5. División de Investigación

Las unidades más pequeñas eran la de Máquinas de Escribir Eléctricas, IBM World Trade, Service Bureau Corporation, División de Suministros; y División de Control Horario (vendida en 1958). Watson afirmó: «Teníamos una excelente organización de ventas, pero carecíamos de una organización de gestión experta en casi todo lo demás». Su objetivo era reorientar la compañía para que absorbiera los impactos del cambio, incluyendo los derivados de su propia innovación.
Introdujo los términos «línea y personal (line and staff)» en la organización de las empresas. En sus propias palabras: «A mediados de la década de 1950, casi todas las grandes corporaciones habían adoptado la llamada estructura de línea y personal. Se inspiró en las organizaciones militares que se remontan al ejército prusiano en la época napoleónica». Su organización «...proporcionó a los ejecutivos de IBM los objetivos más claros posibles. Cada operador era evaluado estrictamente por los resultados de su unidad, y cada miembro del personal por su esfuerzo para convertir a IBM en el líder mundial en su especialidad».
El elemento final del cambio organizativo formal fue el aislamiento del personal de la sede en Armonk, en el estado de Nueva York. Según él, esto se debía a su necesidad de estar cerca de su familia en Connecticut.
Su primer libro, publicado en 1963, abordaba su filosofía de gestión.

## Reconocimientos
- Watson recibió el premio Búfalo de Plata de los Boy Scouts de América en 1955 por su servicio a la juventud. Fue el presidente nacional de la organización de 1964 a 1968. Su padre también formó parte de la junta ejecutiva nacional y fue Comisionado Internacional en la década de 1940.

- En septiembre de 1964, el presidente Lyndon B. Johnson le otorgó a Watson la Medalla Presidencial de la Libertad, el máximo galardón que un presidente estadounidense puede otorgar a un civil.[16][17]

- Watson fue incluido en el Salón de la Fama Empresarial de EE. UU. (Junior Achievement International) en 1976.[18]

- Recibió la Medalla Vermilye en 1967.[19]

- En 1987, la revista Fortune aclamó a Watson en su portada como "el mayor capitalista de la historia".[20]

- En 1998, fue incluido en la lista Time 100: Las personas más importantes del siglo.[21]

## Jubilación

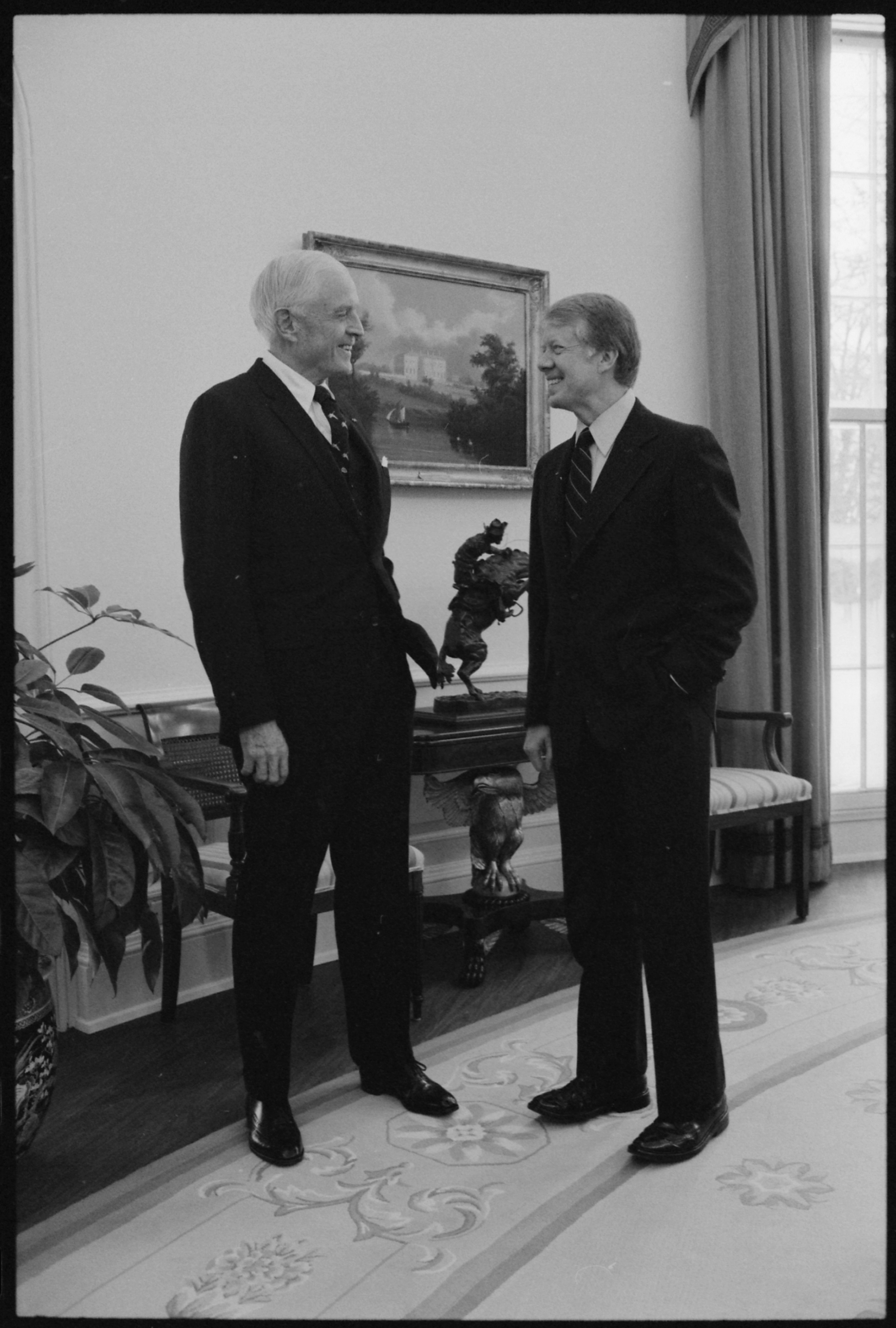
Watson con el presidente Jimmy Carter (20 de enero de 1978)

Watson dejó IBM en 1971 por consejo médico, tras un ataque cardiaco. Tras recuperarse, fue nombrado por el presidente Jimmy Carter presidente del Comité Asesor General (CAG) sobre Control de Armamentos y Desarme, como apoyo de la Agencia de Control de Armas y Desarme, previamente creada por el presidente John F. Kennedy. Watson desaconsejó al presidente Carter el uso del misil experimental MX. Tras dejar el CAG, fue nombrado Embajador en la Unión Soviética por el presidente Carter, cargo que ocupó desde el 29 de octubre de 1979 hasta el 15 de enero de 1981.
Tras su regreso a casa tras la derrota de Carter a manos de Ronald Reagan en las elecciones presidenciales de Estados Unidos de 1980, Watson dio el discurso inaugural en la Universidad de Harvard en 1981. en el que advirtió contra una mayor escalada contra la URSS. También fue miembro del Bohemian Club.
Fue un navegante y piloto muy activo. Bautizó siete veleros consecutivos en honor a la Provincia de Palawan, el último de ellos en 1991. Navegó uno de sus "Palawans" más lejos de la costa norte de Groenlandia que cualquier otro barco no militar hasta entonces, recibiendo la máxima distinción del Club de Yates de Nueva York y la Medalla Blue Water del Club de Cruceros de América. Recorrió la ruta de James Cook en su exploración del Pacífico. Pilotó helicópteros, jets y aviones de acrobacias, y fue el primer ciudadano en recibir permiso del Secretario General Soviético Mijaíl Gorbachov para sobrevolar la Unión Soviética, recreando en 1987 la ruta ALSIB de la Segunda Guerra Mundial.

## Vida personal
Watson se casó con Olive Cawley (1918-2004) en 1941. Tuvieron seis hijos.
Tenía residencias en Greenwich, Connecticut; North Haven, Maine; Stowe, Vermont; Vail, Colorado; Nueva York; y en la isla Antigua. Falleció en Greenwich el 31 de diciembre de 1993 por complicaciones posteriores a un accidente cerebrovascular. Tenía 79 años.

## Filantropía

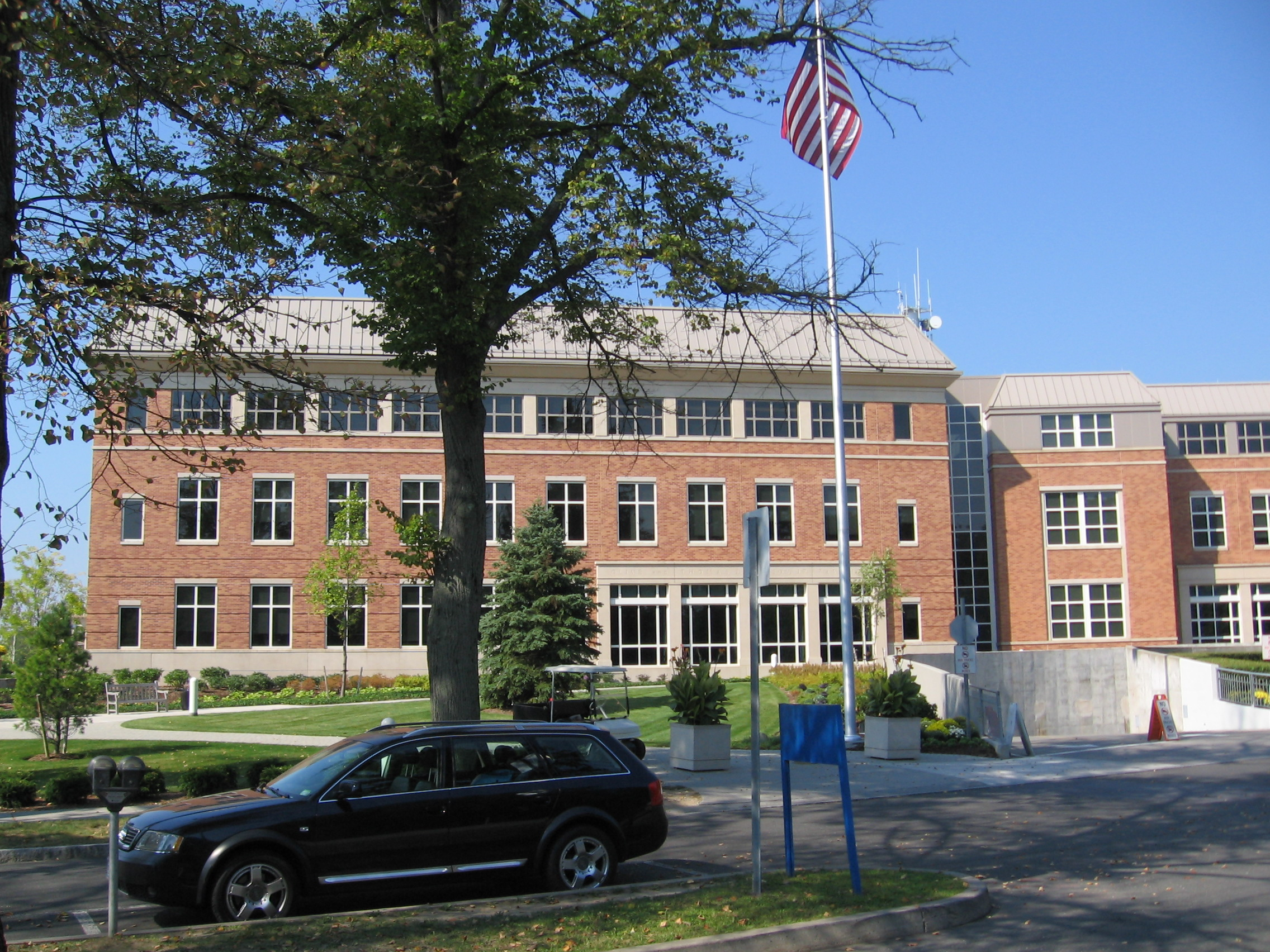
Pabellón Olive y Thomas J. Watson Jr. en el Hospital de Greenwich (Connecticut)

Watson fue el principal benefactor del Instituto Watson de Estudios Internacionales en la Universidad de Brown, y de la Hermandad Thomas J. Watson (que apoya a estudiantes para que estudien un tema de interés personal durante un año), así como de otras donaciones benéficas.
Contribuyó al Pabellón Watson en el Hospital de Greenwich en Connecticut, que bautizó el Pabellón Olive y Thomas J. Watson Jr. (un ala) en su honor y el de su esposa. También fue el principal benefactor del Museo del Transporte de Owls Head en Owls Head (Maine). Formó parte de la junta directiva de la Corporación de Restauración de Bedford Stuyvesant y contribuyó a la creación de una fábrica que empleaba a más de 300 personas en la comunidad y que fabricaba cables, incluyendo algunos para el programa espacial estadounidense.

### Universidad de Columbia
Tras dejar IBM, Watson donó decenas de millones de dólares a la Universidad de Columbia a partir de 1975. Estas incluían la Biblioteca de Negocios y Economía Thomas J. Watson y varias subvenciones menores para la construcción de otros edificios. También financió una residencia universitaria en el Campus Este de Columbia, llamada Watson House.